# Чёрная пантера

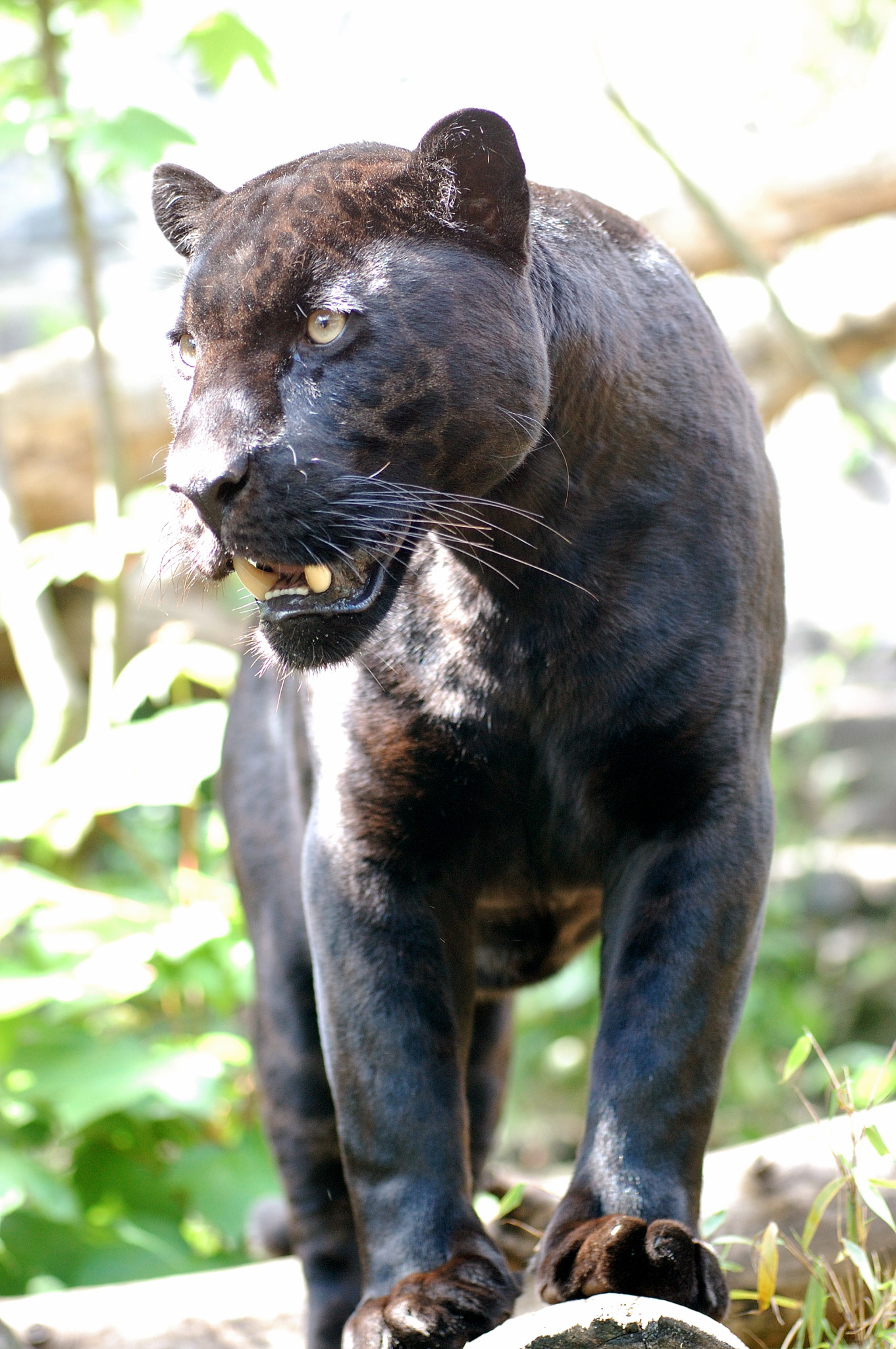
Ягуар-меланист. Таких ягуаров называют «чёрными пантерами»

Чёрные панте́ры — тёмноокрашенные особи из рода пантер, представляющих собой генетический вариант окраски — проявление меланизма. Чёрная пантера не является самостоятельным видом, это леопард (азиатский, африканский) или ягуар, но не чёрный тигр, который так и называется.
Также «пантера» — название рода животных в семействе кошачьих, представители которого (лев, тигр, леопард, ягуар, ирбис) в большинстве своём имеют рыжий или пятнистый, а не чёрный окрас.

## Меланизм
Чёрная окраска пантер является проявлением меланизма, вызванного мутацией гена. Примером сильного распространения мутации, которая приводит к меланизму, в популяции кошачьих, является популяция леопарда на территории Малайзии, где около 50 % животных имеют чёрную окраску. Вообще среди больших кошек меланизм обычно является более распространённым в тех популяциях, которые живут в плотных лесах — при условии недостатка освещения тёмные животные здесь являются менее заметными, чем на открытой местности, что облегчает им выживание.
Шкура чёрной пантеры не идеально чёрная, на ней в большей или меньшей степени всегда видны проступающие пятна. Э. П. Джи в своей книге «Дикие животные Индии» писал, что встречаются даже особенные «недопантеры», у которых чёрные пятна хорошо видны на светлом шоколадном фоне.
Кроме цвета окраса чёрные и пятнистые особи леопардов и ягуаров ничем не отличаются, свободно скрещиваются и дают плодовитое потомство. Детёныши от таких пар могут быть самые разные — и пятнистые, и чёрные. Но последнее встречается реже, потому что ген чёрного цвета рецессивный и часто подавляется геном пятнистости.

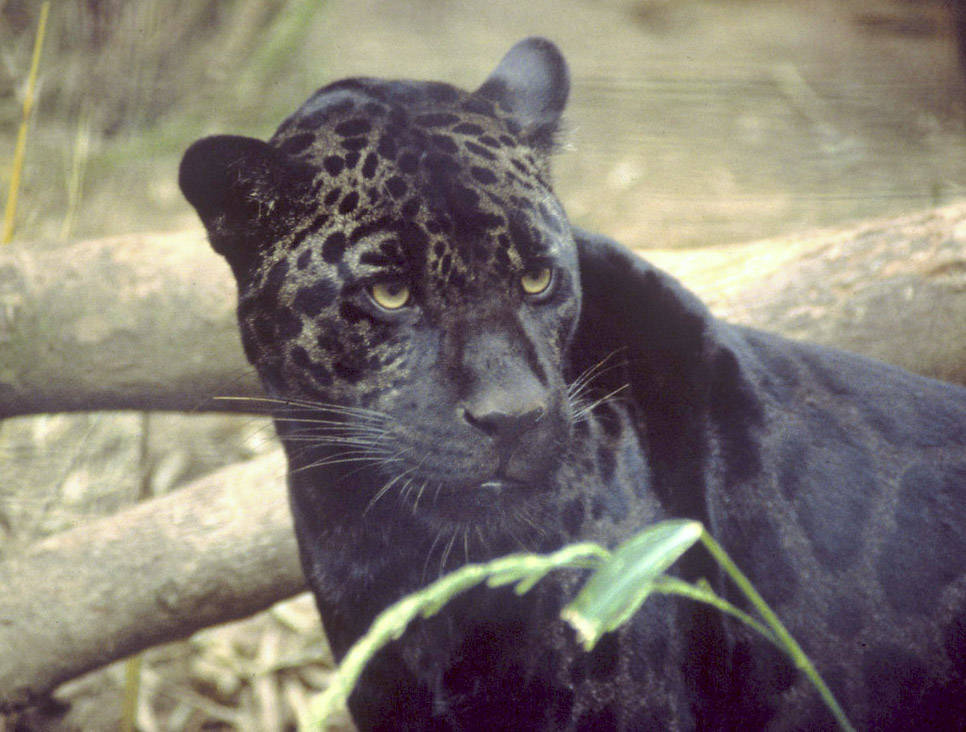
Чёрная пантера (ягуар)
Чёрная пантера (леопард)
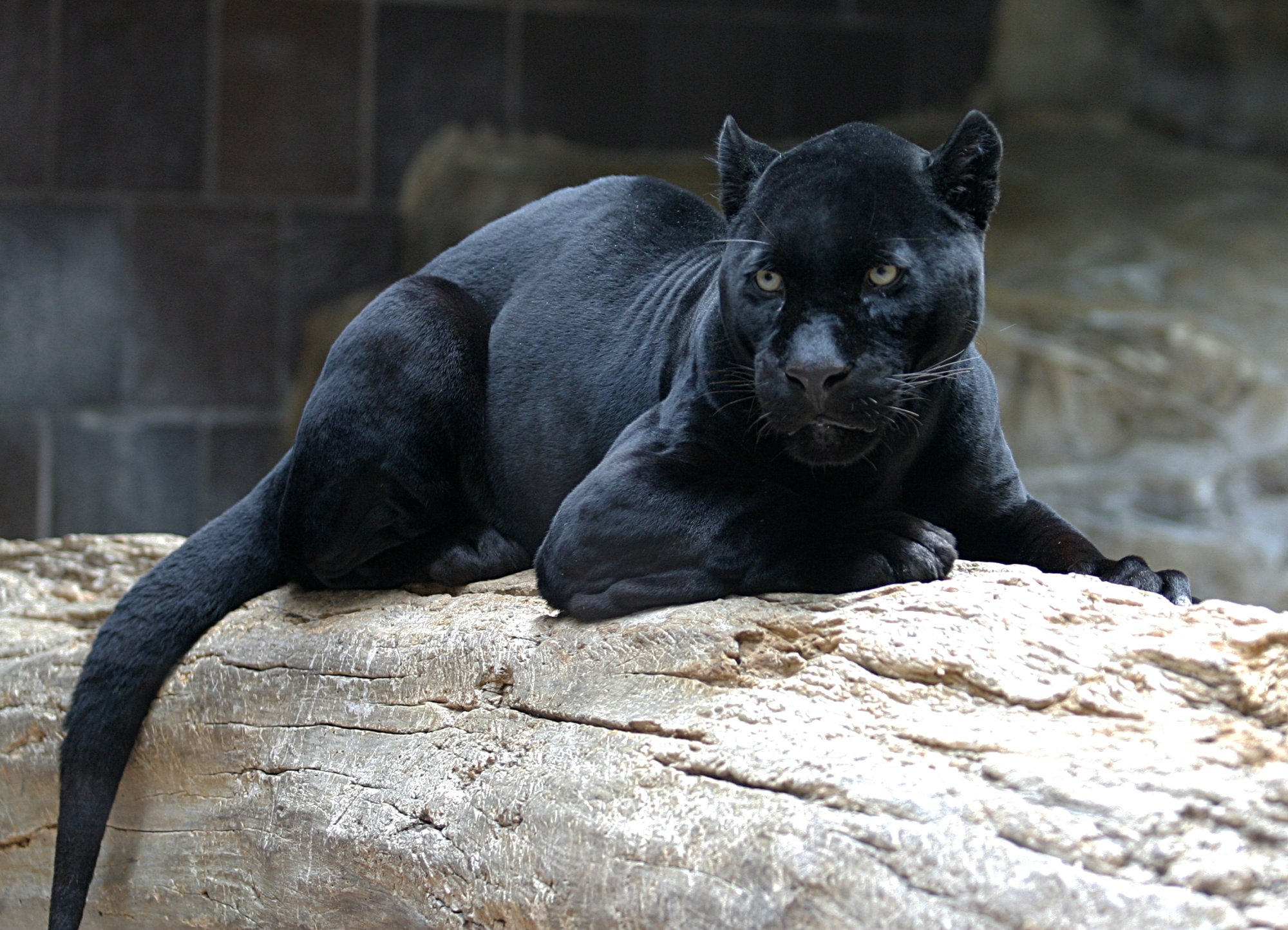
Чёрная пантера (ягуар)

## Неполный меланизм

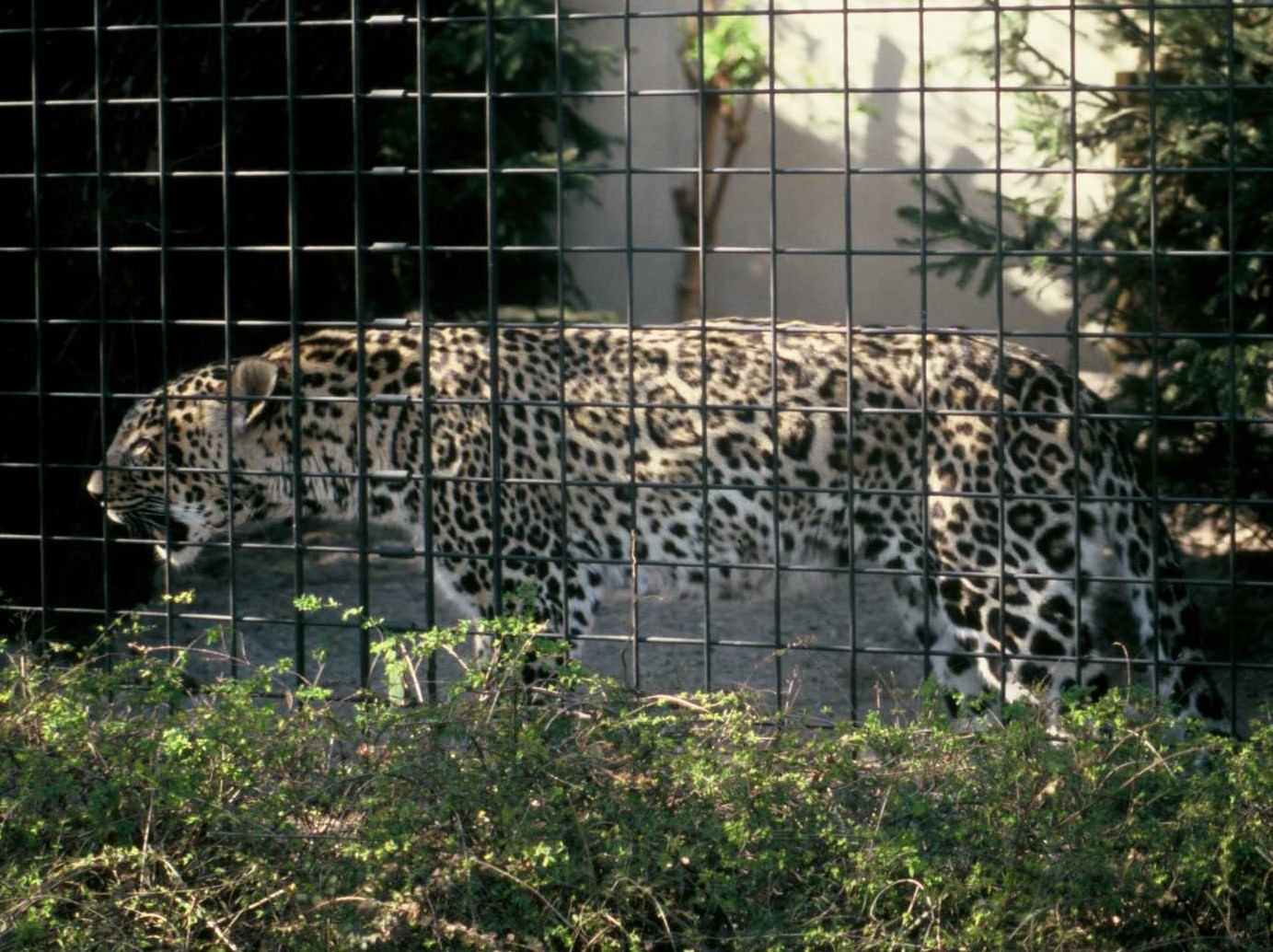
Самец переднеазиатского леопарда с нетипичной окраской, близкой к абундизму.

Близким к меланизму понятием является неполный меланизм или псевдо-меланизм («абундизм») — состояние, при котором усиленная пигментация кожи или других покровов происходит не равномерно, а отдельными участками.
Псевдо-меланизм встречается у леопардов. При абундизме, например, пятна или полосы у животных с пятнистой или полосатой окраской покровов могут расширяться вплоть до слияния, которое приводит к так называемому псевдо-меланизму. Меланизм и абундизм чаще всего являются результатом мутаций, но могут возникать и вследствие других факторов, таких как влияние температуры во время беременности, которая может влиять на транскрипцию и трансляцию генов.

## В геральдике и мифологии

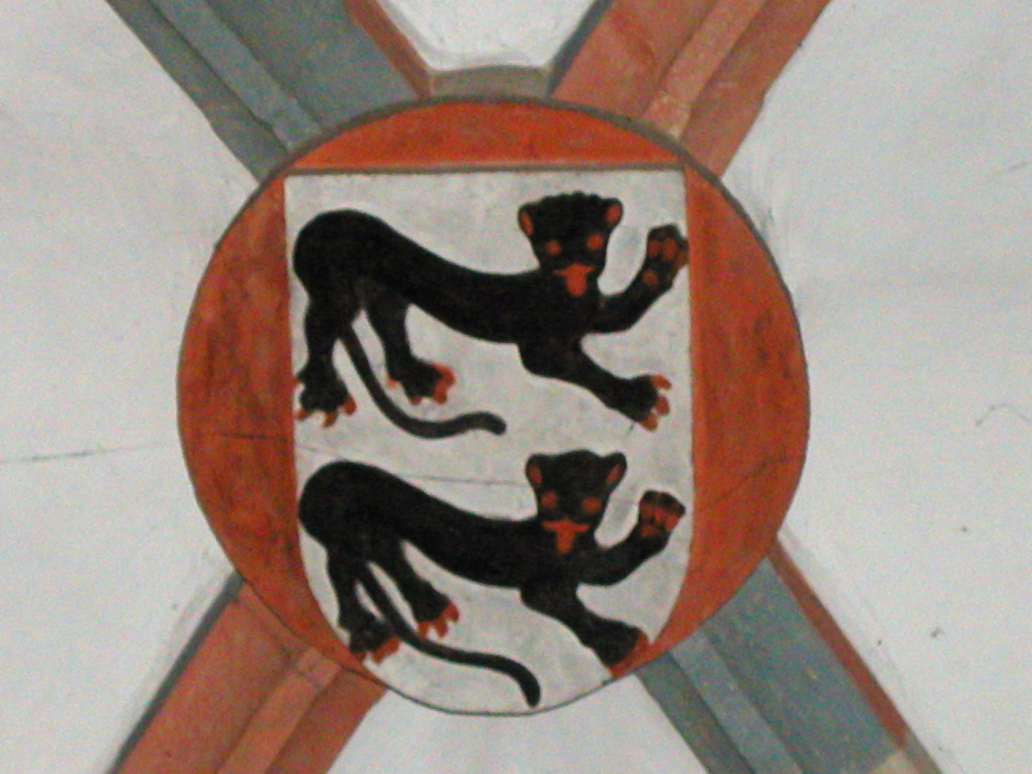
Геральдические пантеры

Герб Габона

- Геральдическая пантера всегда изображается «incensed», то есть огнедышащей (разъярённой), с пламенем, вырывающимся изо рта и ушей. Существо описывается как прекрасное и доброе. Когда пантера пробуждается ото сна, она издаёт приятное высокое пение, и восхитительный поток приятно пахнущего дыхания доносится из её рта, так, что все звери следуют за ней (кроме дракона, который боится пантеры и убегает прочь).
- Пантера была эмблемой (badge) английских королей Генриха IV и Генриха VI. Иногда она изображается как обычное животное типа пантеры, иногда (особенно в немецкой геральдике) как существо с четырьмя рогами, коровьими ушами и длинным красным языком в виде пламени.
- На гербе африканской страны Габон две чёрные пантеры держат щит и олицетворяют «бдительность и храбрость главы габонского государства».